# タパーンヒン駅
タパーンヒン駅（タパーンヒンえき、タイ語:สถานีรถไฟตะพานหิน）は、タイ王国北部ピチット県タパーンヒン郡にある、タイ国有鉄道北本線の駅である。

## 概要
タパーンヒン駅は、タイ王国北部ピチット県の、人口7万人が暮らすタパーンヒン郡にある。駅は東向きで、町のほぼ中心に位置する。ナーン川が、北本線と平行して南北に走っており町を分割している。
クルンテープ駅（バンコク）より319.00km地点であり、特急列車利用で4時間程度である。一等駅であり、特急列車の一部が停車する。1日に24本（12往復）の列車が発着しその内訳は、特急2往復、急行1往復、快速5往復、普通4往復であり、内普通列車1往復は当駅が始発、終着である。また当駅を含むロッブリー駅より終点チェンマイ駅までは、単線区間である。

## 歴史
1897年3月26日にタイ官営鉄道最初の区間が、クルンテープ駅 - アユタヤ駅間に開業した。1900年12月21日に当初計画のナコンラチャシーマ駅まで完成した。この頃北本線をチエンマイまで整備する事なり、少しずつ延伸開業の後1908年1月24日にピッサヌローク駅まで完成し、これに伴い当駅も開業した。当駅開業の約14年後の1922年1月1日に、チエンマイ駅までの全通完成を見た。
- 1897年3月26日 【開業】クルンテープ駅 - アユタヤ駅 (71.08km)
- 1897年5月1日 【開業】アユタヤ駅 - バーンパーチー駅 (18.87km)
- 1901年4月1日 【開業】バーンパーチー駅 - ロッブリー駅 (42.86km)
- 1905年10月31日【開業】ロッブリー駅 - パークナムポー駅 (117.75km)
- 1908年1月24日 【開業】パークナムポー駅　- ピッサヌローク駅 (138.66km)

## 駅構造
相対式及び島式4面の複合型ホーム6面5線をもつ地上駅であり、駅舎はホームに面している。

## 駅周辺
- タパーンヒンバスターミナル（2.5km）